# اوله هورنیکیویچ
اوله هورنیکیویچ (انگلیسی: Oleh Hornykiewicz; ۱۷ نوامبر ۱۹۲۶ – ۲۶ مهٔ ۲۰۲۰) زیست‌شیمی‌دان، داروشناس، استاد دانشگاه، و متخصص اعصاب اهل کانادا بود.
وی همچنین برندهٔ جوایزی همچون جایزه ولف در پزشکی و جایزه گاردینر شده‌است.